# Hayley LeBlanc
Hayley Noelle LeBlanc (* 2. September 2008 in Katy, Texas) ist eine US-amerikanische Influencerin und Schauspielerin.

## Leben und Karriere
Hayley Noelle LeBlanc wurde am 2. September 2008 in Katy, Texas geboren. Ihr Bruder war Caleb LeBlanc, der 2015 im Alter von 13 Jahren starb. Im Dezember 2015 eröffnete Hayley LeBlanc ihren eigenen YouTube-Kanal der den Ursprungsnamen elleoNyaH hatte, jedoch später zu Hayley LeBlanc umbenannt wurde.
LeBlanc war einer der Stars der täglichen Vlogs auf dem YouTube-Kanal Bratayley (7,3 Millionen Abonnenten). Der Kanal verfolgte die Eltern Billy und Katie mit ihren beiden Töchtern Jules und Hayley. Der Kanal sollte ursprünglich einen Fokus auf Haley haben, wodurch auch der Kanalname entstand, aus den Wort „brat“ und dem Namen „Hayley“. Später entschied man sich aber dafür, einen Familienkanal zu machen. Jedoch wurde im November 2019 bekanntgegeben, dass sie mit dem Kanal aufhören und keine weiteren Videos mehr veröffentlichen werden.
LeBlanc spielte von 2017 bis 2021 bei der BratTV Fernsehserie Chicken Girls die Rolle der „Harmony“. 2020 war sie neben ihrer Schwester Jules und Jayden Bartels ein „Spezial Gast-Host“ der Nickelodeon-Spielshow Group Chat.

## Filmografie
- 2017–2020: Mani (Webserie, 46 Folgen)
- 2017–2021: Chicken Girls (Webserie, 69 Folgen)
- 2018: Afterschooled (Webserie, 1 Folge)
- 2018: Chicken Girls: The Movie (Fernsehfilm)
- 2018: Hotel Du Loone (Webserie, 9 Folgen)
- 2019: Annie vs Hayley (Webserie, 11 Folgen)
- 2020: Group Chat (Fernsehserie, 5 Folgen)
- 2025: Uncontained